# Gálata
Gálata (em turco: Galata) é um bairro do distrito de Beyoğlu, em Istambul, na Turquia. Encontra-se na margem norte do Corno de Ouro, separado da península histórica da antiga Constantinopla. Há várias pontes que cruzam o Corno de Ouro, entre elas a de Gálata. Gálata foi uma colônia da República de Gênova entre 1273 e 1453. A famosa Torre de Gálata foi construída pelos genoveses em 1348 na parte mais setentrional e elevada da cidadela.

## Etimologia
Existem diversas teorias respeito à origem do nome Gálata. Segundo os italianos, o nome provém de Calata (que significa «costa abaixo»), já que se encontra pendente para o mar desde uma colina. Os gregos crêem que o nome provém de Galaktos (que significa "leite"), já que os pastores utilizavam a zona durante a Idade Média, ou da palavra Galat (que significa «celta»), já que se acreditava que a tribo celta dos Gálatas acamparam aqui durante o período helenístico antes de se fixarem na Galácia, na Anatólia Central. Os habitantes de Galácia são conhecidos pela Epístola aos Gálatas e a estátua Gálata moribundo.

## História
Na época bizantina, Gálata teve grande importância devido à antiga torre de Gálata (em grego: Megalos Pyrgos), desde onde se podia levantar uma cadeia durante as épocas de guerra para bloquear a entrada ao Corno de Ouro. Essa torre foi destruída durante a Quarta Cruzada em 1204, tendo os genoveses construído a atual em um lugar próximo, chamando-lhe Christea Turris (Torre de Cristo). Entre 1273 e 1453, quando os otomanos conquistaram Constantinopla, Gálata (ou Pera, como também começou a ser conhecida) foi uma colônia genovesa.
As ruínas do palácio do genovês Montano de Marinis, conhecido como Palazzo del Comune ou Bereket Han, construído em 1314, se encontram na Bankalar Caddesi, uma rua estreita que foi o centro financeiro no final do Império Otomano, com vários edifícios da época otomana, incluindo a sede do Banco Central Otomano. Parte da decoração da fachada do Palácio Genovês foi utilizada para adornar os edifícios dos bancos do século XIX.
Outro edifício famoso de Gálata é a igreja de São Paulo, construída em 1233 por sacerdotes  dominicanos durante o Império Latino (1204-1261). Atualmente, o edifício é a Mesquita Árabe (Arap Camii), pois o sultão Bajazeto II ofereceu-a aos muçulmanos espanhóis que se refugiaram no Império Otomano na sequência das perseguições da Inquisição espanhola iniciadas em 1492.
O Galatasaray Spor Kulübü, um dos clubes de futebol mais conhecidos de Turquia, toma seu nome do bairro. Fundou-se em 1905, na Praça de Galatasaray, onde também se encontra o Liceu de Galatasaray (Galatasaray Lisesi), antigamente conhecido como Mekteb-i Sultani (escola imperial). Galatasaray significa "palácio de Gálata".